# Estádio Lourival Baptista
Estádio Lourival Baptista – stadion piłkarski, w Aracaju, Sergipe, Brazylia, na którym swoje mecze rozgrywa klub Cotinguiba Esporte Clube.
Pierwszy gol: Toninho Guerreiro (Brasil)